# リュウキュウチク

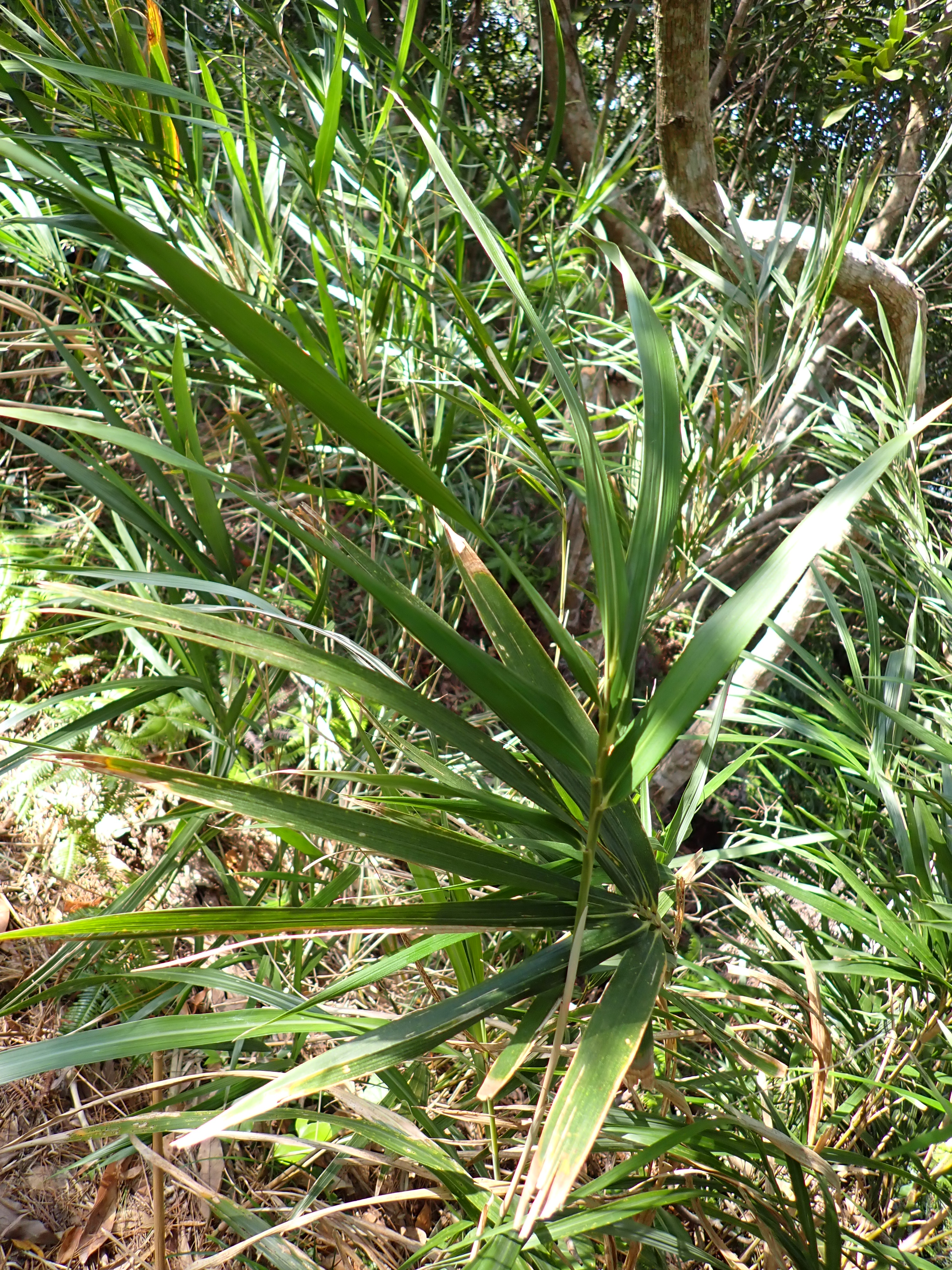
リュウキュウチクの葉（2025年1月 沖縄県恩納村 沖縄県民の森）

リュウキュウチク（琉球竹、学名：Pleioblastus linearis）はイネ科メダケ属の常緑のササ。沖縄方言名ヤンバルダキ、ヤマダキ。名称に竹が含まれるが、植物学上は稈に葉鞘（桿鞘、皮）が残る笹の仲間。

## 特徴
高さ2–7 m。地下茎で広がる。筍は春に出る。桿は径1–2 cmで節間は15–16 cm。葉はタケ・ササ類のなかでも細長く、長さ10–28 cm、幅1–2 cmの広線形～線状披針形。タイミンチクによく似るが、葉身はよじれず、葉鞘に粗い毛がある。葉鞘はやや紫色を帯びる。花は紫褐色でごく稀に開花する。

## 分布と生育環境
鹿児島県薩摩半島・大隅半島～沖縄県与那国島（大東諸島を除く）。山地の林や尾根、風衝地に群生。山地では叢生することが多いが、海岸近くでは散生する。樹林が発達しない風衝地などでは優先群落をつくることがあり、鹿児島県三島村竹島と奄美大島宮古崎に群生地があり、沖縄島ではやんばるに多い。

## 食用以外の利用
建築用、生垣、庭園用、編物、農業資材。枝葉はかつて屋根葺きに利用され、70–80年保ち重宝された。上述の竹島では葉が放牧牛の餌になっている。
栽培には土壌は選ばないが、日当たりが良く排水良好な場所を好む。繁殖は株分けによる。移植は筍が出る前の2–3月が適期。強健な性質で病虫害も少ないが、他のササの仲間と同様に地下茎による繁殖力が旺盛で、落葉は腐植化しにくく地上を遮蔽し、他の植物の生育を阻害することがある。

## 筍の食用利用
天野（1982）には食用についての記述は無いが、筍は食用になる。アクが強いとされるが、島によっては柔らかくアクの少ない筍もあり、特産品や地元の名物となっている。
- ニガダケ（種子島）[15][16][17]
- 大名タケノコ（竹島）[18][19][20][21]
- リュウキュウチクの竹の子（西表島）[22][23]

## 下位分類
葉に白条が入る品種フイリリュウキュウチク P. linearis f. albostriatus Muroiが沖縄県名護市久志岳で見つかっている。